# Paropamisus
Paropamisus (persiska: پاروپامیسوس), eller Paropamisusbergen, är en bergskedja i Afghanistan. Den ligger i den västra delen av landet och är en västlig del av bergskedjan Hindukush. Bergskedjan kallas även Safed kuh (سفیدکوه), men ska inte förväxlas med Safed kuh i östra Afghanistan och norra Pakistan.